# Nokia 1100
Il Nokia 1100 (e la sua variante WAP Nokia 1101) è un cellulare GSM prodotto dalla Nokia con un display monocromatico 96 x 65. È dotato di una tecnologia relativamente semplice che gli consente di effettuare chiamate, inviare SMS e impostare allarmi.
Il Nokia 1100 è simile ai modelli 5110/3210/3310, che erano fra i cellulari più diffusi al mondo, prima che si diffondessero le nuove generazioni di telefoni dotati di tecnologie più avanzate, come fotocamere, suoneria polifonica e schermi a colori.
Dal 2003, anno del suo lancio sul mercato, sono stati venduti circa 250 milioni di esemplari di Nokia 1100, rendendolo il cellulare più venduto di sempre.
Il Nokia 1100 è stato disegnato nei Nokia Design Center in California, dal designer bulgaro-statunitense Miki Mehandjiysky.
Il miliardesimo telefono venduto da Nokia è stato un Nokia 1100 acquistato in Nigeria.
Il telefono è anche dotato sulla sua sommità di un superLED, utilizzabile come torcia.

## Caratteristiche tecniche
- Reti: DualBand GSM 900 - 1800 MHz
- Dimensioni: 106 x 46 x 20
- Peso con batteria in dotazione: 96 g
- Anno di uscita: 2003
- Batteria: Litio 850 mAh
- Kit d'acquisto: manuale d'uso, 1 batteria, caricabatteria da viaggio
- Autonomia in standby: 270 ore
- Autonomia in conversazione: 400 minuti
- Colore display: bianco e nero
- Dimensioni display: 96 x 65 pixel